# Первое правило волшебника
«Первое правило волшебника» (англ. Wizard's First Rule) — роман Терри Гудкайнда в стиле фэнтези. Дал начало серии произведений «Меч Истины» (англ. Sword of Truth). Оригинал был издан в 1994 году издательством Tor Books. Русское издание вышло в серии «Век Дракона» в 1996 году в издательстве АСТ. В 2013 году книга была переиздана в новой серии «Легенда об Искателе» с оформлением в стиле одноимённого сериала.

## Первое правило волшебника
Первое правило волшебника гласит:

Люди глупы и могут поверить лжи, оттого что хотят верить, будто это правда, или оттого что боятся знать правду.

## Сюжет
Ричард Сайфер, лесной проводник из Вестландии, стремясь разгадать загадку смерти отца, встречает в Охотничьем лесу девушку по имени Кэлен Амнелл, которая пришла из Срединных Земель, и спасает её от квода — убийц Даркена Рала. Вместе они направляются к Зедду, другу Ричарда, чтобы укрыться от преследователей.
Давным-давно существовали два союза независимых королевств — Срединные Земли и Д’Хара. Д’Харой управлял алчный и жестокий Паниз Рал, мечтающий объединить Д’Хару и Срединные Земли под своим владычеством. Разразилась многолетняя война. Великий Волшебник сумел остановить Рала, создав границы, которые являются частью подземного мира. Границы разделили Д’Хару, Срединные Земли и Вестландию (страну без магии). После чего Великий Волшебник, разругавшись с Советом Срединных Земель, исчез, и никто теперь не знает, как его зовут и как он выглядит. Со временем граница между Д’Харой и Срединными Землями пала, война вновь вспыхнула, а Даркен Рал (сын Паниза) ввел в игру три шкатулки Одена, поэтому Кэлен отправилась на поиски волшебника. В детстве отец заставил Ричарда выучить наизусть инструкцию к шкатулкам — Книгу Сочтенных Теней, после чего её сожгли. Зедд оказывается тем самым Великим Волшебником. Он нарекает Ричарда Искателем Истины и вручает Меч Истины.
У Рала только две шкатулки, и Ричард решает заполучить третью раньше. Они отправляются к колдунье Эди, которая знает, как пересечь границу. В пути им помогает друг Ричарда и главный страж границы — Чейз. Ричард и Кэлен отправляются через границу, оставляя Чейза и Зедда у Эди для выздоровления, поскольку те пострадали от напавших гончих сердца. Для прохождения границы Эди дает им ночной камень, который, как оказывается, призывает людей-теней, с которыми в дальнейшем приходится сражаться. Герои отправляются в племя Тины, где жители могут общаться с духами предков. Старейшины отказываются помочь в поисках шкатулки, так как Ричард и Кэлен не принадлежат к племени, но после того, как герои спасают ребёнка, их принимают в племя. Духи говорят, что ведьма Шота знает, где находится третья шкатулка. На деревню нападает Даркен Рал, убивает несколько человек и забирает спасенного ребёнка.
Герои отправляются в Предел Агаден — дом Шоты. По дороге на них нападает кэлтроп. В сражении Ричард теряет Кэлен, а затем на него нападает и слуга Шоты — Самюэль, предыдущий Искатель Истины, назначенный Советом Срединных Земель. Добравшись до Шоты, Ричард обнаруживает там Кэлен, опутанную змеями, и Зедда, который потом оказывается иллюзией Шоты. Шота рассказывает, что Кэлен погубит Ричарда, так как коснется его своей силой, но Ричард не верит ведьме. По словам Шоты, шкатулка находится в Тамаранге, у королевы Милены, но скоро её заберут. Ведьма отпускает героев, но предупреждает, что, если Ричард ещё раз придет к ней, она его убьёт. Кэлен признаётся Ричарду в том, что является Матерью-Исповедницей, правителем Срединными Землями. Если она коснется его своей властью, то он перестанет быть личностью, это его погубит, поэтому они не могут быть вместе. По дороге в Тамаранг их нагоняет Зедд. В Тамаранг уже приезжал Даркен Рал за шкатулкой, но не получил её, поскольку шкатулку украла Рэчел — девочка-рабыня принцессы Виолетты, которую Кэлен и Ричард встретили в лесу на пути в Тамаранг. Украсть шкатулку ей помог волшебник Джиллер, который после этого погиб. Виолетта надменно ведёт себя с Кэлен, Ричард осаждает её, и принцесса затаивает злобу. Они покидают Тамаранг, но Ричарда не пускает заклятие, которое нарисовал придворный художник королевы. Чтобы его снять, нужно исправить рисунок. Ричард находит пещеру с рисунком и исправляет его таким образом, что уже не он, а художник королевы изображен в заклятии. Художник погибает.
После этого появляется женщина в красном кожаном одеянии и пленяет Ричарда. Она оказалась одной из Морд-Сит — особой группы женщин-телохранительниц лорда Рала. Морд-Сит Денна отвозит Ричарда обратно в Тамаранг и начинает обучение. Надев ошейник, она водит его на поводке, как собаку. Все над ним потешаются, особенно радуется Виолетта, которая иногда сама приходит его пытать. Однажды она угрожает ему, что так же будет и с Кэлен, от чего Ричард приходит в ярость и ногой разбивает принцессе лицо. Ричарду удается расщепить сознание и укрыть часть себя от Денны. Он постоянно думает о Кэлен и любви к ней. Обучение Ричарда продолжается в Народном Дворце, резиденции Даркена Рала. Денна берет Ричарда в супруги, чтобы причинить больше боли. Ричард начинает забывать прошлое, временами даже своё имя, ему всё труднее вспоминать Кэлен. Со временем Денна полюбила Ричарда. Несмотря на обучение, Ричард все равно отказывается пересказывать Ралу содержание Книги Сочтенных Теней, за что Денну жестоко наказывают. Ричард её жалеет, обрабатывает раны и всячески стремится облегчить боль, что ещё больше поражает Денну. Ничего не добившись от Ричарда, Рал его отпускает. Но чтобы уйти, он должен убить Денну, поскольку иначе он не сможет освободиться от её власти. Он прощает Денне все издевательства и, призвав оборотную сторону силы Меча Истины и сделав клинок белым, он убивает Денну. В благодарность за освобождение от этой жизни и в память о ней Денна дарит ему свой эйджил, которым пытала его. Даркен дает Ричарду неделю на то, чтобы либо найти друзей, либо вернуться и пересказать содержание книги, и тем самым спасти Кэлен от смерти. Ричард отправляется на поиски. Понимая, что сам не справится, он обращается за помощью к красной драконихе Скарлетт, взамен обещая помочь ей выкрасть её яйцо, которое охраняют гары. Они находят друзей Ричарда, но те его не узнают и не понимают его слов, потому что Даркен Рал наложил на него заклятие, и они видят не Ричарда, а самого Рала. Поняв, что ничего не добьётся, Ричард улетает от них. Он направляется к своему брату Майклу. Ричард узнает, что его брат предатель, он отдал Даркену последнюю шкатулку, которую ему для сохранности оставил Чейз, нашедший Рэчел. Майкл собирался захватить Ричарда, чтобы передать Ралу, но Ричард убегает. Он решает вернуться в Народный дворец и там дождаться друзей.
В это время на Зедда, Чейза и Кэлен напал квод, защищенный сильными чарами от магии Кэлен и Зедда. От убийц Кэлен узнает, что Ричард попал в плен к Морд-Сит и уже мертв, и в приступе ярости призывает Кон-Дар, оборотную часть магии исповедниц. Она уничтожает квод и направляется в Народный Дворец убить и Даркена Рала. Во дворце она находит Ричарда и, приняв его за Даркена из-за чар, касается его своей магией. Затем появляется настоящий лорд Рал и приказывает Ричарду пересказать содержание Книги Сочтенных Теней, иначе Кэлен убьют. Ричард пересказывает, но упускает один из важных пунктов. На самом деле сила Кэлен не подействовала на него, потому что он уже сильно любил её и готов был принять участь раба, лишь бы не расставаться с ней. Поверив Ричарду, Рал открывает не ту шкатулку и погибает. Теперь Ричард и Кэлен могут быть вместе. Зедд рассказывает умирающему Даркену, что Ричард его сын и внук самому Зедду. Ричард становится магистром Ралом, прекращает войну и казнит своего брата. Прилетает Скарлетт, чтобы сообщить, что её дракончик вылупился и она хочет показать его Ричарду. Он и Кэлен улетает с ней, а затем Скарлетт отвозит их в племя Тины.

## Персонажи книги
- Ричард Рал (Сайфер) — лесной проводник, Искатель Истины, впоследствии новый правитель Д’Хары
- Кэлен Амнелл — Мать-Исповедница,
- Даркен Рал — магистр Д’Хары, брат Ричарда
- Зеддикус З'ул Зорандер — дед Ричарда, волшебник первого ранга
- Денна — Морд-Сит на службе у Даркена Рала, «обучавшая» Ричарда
- Эди — колдунья, в Вестландии известная как «Костяная женщина»
- Чейз — страж границы, друг Ричарда
- Рэчел — приемная дочь Чейза, в прошлом слуга принцессы Виолетты
- Королева Милена — правительница Тамаранга
- Принцесса Виолетта — дочь королевы Милены
- Джиллер — волшебник на службе у королевы Милены
- Птичий Человек — вождь племени Тины
- Савидлин — житель племени Тины, друг Ричарда, впоследствии старейшина
- Везелен — жена Савидлина
- Сиддин — сын Савидлина и Везелен
- Ниссел — знахарка племени Тины
- Тоффалар — старейшина племени Тины
- Майкл Сайфер — сводный брат Ричарда, первый советник Вестландии
- Джордж Сайфер — отчим Ричарда
- Демин Насс — начальник личной охраны Даркена Рала
- Шота — ведьма
- Констанция — Морд-Сит, подруга Денны, некоторое время обучавшая Ричарда
- Самюэль — слуга и спутник Шоты

## Сериал
В мае 2008 года силами канала ABC и компании Disney начались съёмки сериала по мотивам книги. В главных ролях: Бриджит Риган, Крэйг Хорнер. Автор идеи: Сэм Рэйми. Исполнительные продюсеры: Джошуа Донен, Ned Nalle, Сэм Рэйми, Джон Шибан, Роберт Г. Таперт, Barry M. Schkolnick. Сценаристы: Джон Шибан, Терри Гудкайнд.
Премьера сериала состоялась 1 ноября 2008 года. Всего было снято 2 сезона (каждый по 22 серии), после чего производство сериала было прекращено.

## Отзывы
Американская публицистка Терри Виндлинг назвала «Первое правило волшебника» одним из лучших фэнтезийных дебютов 1994 года, в котором «есть определённое очарование и серьёзность». «Kirkus Reviews» описал роман «удивительно творческим, цельным и волнующим дебютом в эпическом фэнтези». «Library Journal» назвал роман «интригующим фэнтезийным квестом», порекомендовав его «зрелым поклонникам фэнтези». Агрегатор обзоров литературных произведений «SFBook Reviews» назвал «Первое правило волшебника» романом исключительного качества с хорошо продуманными персонажами, динамичным сюжетом и довольно взрослой темой, который не рекомендуется юным читателям. При этом «Publishers Weekly» назвал прозу романа плоской, а идеи избитыми, персонажи утомительно моралистичными, а сюжет лишенным оригинальности.